# Heinrich Weidemann (Theologe)
Heinrich (Heinz) Franz Friedrich August Weidemann (* 1. März 1895 in Hannover; † 8. März 1976 in München) war ein deutscher Theologe, Schriftführer und Landesbischof der Bremischen Evangelischen Kirche.

## Biografie
Nach seinem Abitur studierte Heinrich Weidemann seit 1914, unterbrochen durch den Kriegsdienst, Theologie. In Göttingen promovierte er 1921 zum Lic. theol. und 1925 zum Dr. phil. 1922 bis 1923 war er Pastor coll. und ab Ende 1923 Inspektor des Theologischen Stifts in Göttingen. Nach Pfarrtätigkeit 1925 bis 1926 in Bremke war Weidemann seit dem 11. April 1926 bis zu seiner Suspendierung Pastor am Petridom in Bremen.
Weidemann trat 1933 in die NSDAP ein. Während der Zeit des Nationalsozialismus kam es in der Bremischen Evangelischen Kirche zu erheblichen Auseinandersetzungen.
In Zusammenarbeit mit dem Nationalsozialisten Otto Heider, Senator und Bürgermeister in Bremen, brachte Heinrich Weidemann als Gauleiter der Deutschen Christen die Leitung der Bremischen Evangelischen Kirche an sich. Wichtigster Mitarbeiter Weidemanns wurde der Pastor, Publizist und Referent Karl Refer (geb. 1883), der zwar nicht der NSDAP beitrat, aber Mitglied der Deutschen Christen wurde und auf der 2. Bremer Kirchentagung 1936 einen antijüdischen Vortrag hielt.
Nach Inkrafttreten des Reichskirchengesetzes wurde Heinrich Weidemann als Schriftführer der Bremischen Evangelischen Kirche eingesetzt. Nach Auflösung des Kirchentages wurde er 1934 durch den Reichsbischof im Bremer Dom zum Landesbischof eingesetzt. Durch dieses Amt wurde er zum Bremer Staatsrat berufen.
Durch die willkürliche und auf persönliche Geltung zielende Amtsführung Weidemanns entstand erheblicher Widerstand gegen seine Person und selbst der Reichskirchenminister Kerrl kritisierte ihn.
Im Herbst 1935 trennte sich Weidemann von den Deutschen Christen und gründete die eigene Bewegung Kommende Kirche und als Herausgeber die gleichnamige Zeitschrift. Dort verbreitete er seine Vorstellungen einer „entjudeten“, „dem Volkstum“ verpflichteten Kirche. 
Weidemann wurde als Mitglied der NSDAP 1938 kurzzeitig ausgeschlossen, als er die Benennung zweier Kirchen in Bremen nach dem Reichspräsidenten Hindenburg und dem SA-Führer Horst Wessel betrieb. 
Er wurde 1941 wegen mehrerer Strafverfahren, auch wegen Betrugs, Beamtennötigung und Verhinderung von Gottesdiensten vorläufig seines Dienstes enthoben und am 25. Januar 1944 emeritiert. Er wurde im Juli/August in der Charité psychiatrisch mit dem Ergebnis einer schweren psychopathischen Störung begutachtet. 1943 wurde er aus der NSDAP ausgeschlossen.
Im Januar 1944 wurde er verhaftet und im Oktober 1944 wegen Meineids, Anstiftung zum Meineid und versuchter Nötigung zu zweieinhalb Jahren Zuchthaus und vier Jahren Ehrverlust verurteilt. Nachdem Weidemann schuldig geschieden worden war, hatte er im Rahmen seines Wiederaufnahmeprozesses eine Sekretärin zum Meineid genötigt. Mit Wirkung vom 24. April 1944 wurden ihm die Rechte des geistlichen Standes aberkannt. 
Nach dem Zweiten Weltkrieg wurde Weidemann durch die Bremer Spruchkammer in Abwesenheit als Hauptschuldiger eingestuft und zu vier Jahren Arbeitslager verurteilt. Bereits 1945 war er in die Sowjetische Zone übergesiedelt und wurde Bürgermeister in Thüringen für die SED.
Aus erster Ehe hatte Heinrich Weidemann einen Sohn und zwei Töchter.